# چاه جباری
چاه جباری یک منطقهٔ مسکونی در ایران است که در دهستان بندان واقع شده‌است.